# 제45회 NHK 홍백가합전
《제45회 NHK 홍백가합전》(일본어: 第45回NHK紅白歌合戦 다이욘주고카이에누에이치케이코하쿠우타갓센[*])는 1994년 12월 31일에 방송된 통산 45회째인 NHK 홍백가합전이다.

## 사회자
- 종합사회 - 미야카와 야스오 아나운서
- 홍조(紅組) - 카미누마 에미코
- 백조(白組) - 후루타치 이치로

## 심사원
- 스즈키 이치로 : 1994년 시즌 210안타 달성. (당시 일본 최다안타기록)
- 아카이 히데카즈 : 94년 연속 TV 소설 『春よ、来い』에서 다카나카 요스케 역.
- 오쿠노 후미코 : 1994년 아시안 게임 싱크로나이즈드 스위밍 솔로 및 듀엣에서 금메달 획득.
- 이와시타 시마 : 남편이자 영화감독인 시노다 마사히로의 영화 『写楽』(95년 개봉)에 출연.
- 하부 요시하루 : 94년도 쇼기 6관왕.
- 미나이 카츠미 : 94년 JRA 3관, 그랑프리 우승, GI레이스 5승의 대활약을 했던 경마기수.
- 카쿠 치카코 : 95년 NHK 대하드라마 8대 쇼군 요시무네에서 신토쿠인 역.
- 카와모토 유카리 : 94년 전일본선수권에서 5연패, 아시아 대회에서도 우승한 후 은퇴한 리듬 체조 선수.
- 이치카와 곤 : 94년 문화공로상에 선출.
- 모리 미츠코 : 94년 당시 연예계 생활 50년째를 맞이했다.

## 출장가수
진한 글씨는 그 해 이긴 조를 나타냄.

괄호 안의 숫자는 출장횟수를 나타냄.

### 1부
- 홍조(紅組) :
  - TRF (1) 〈BOY MEETS GIRL〉
  - 시노하라 료코 (1) 〈恋（いと）しさとせつなさと心強さと〉
  - 쿠보 루리코 (2) 〈早くしてよ〉
  - 나가보 유키 (1) 〈惚（ほ）の字傘〉
  - 고다이 나츠코 (5) 〈恋ざんげ〉
  - 모리구치 히로코 (4) 〈Let's Go〉
  - 다가와 도시미 (1) 〈女…ひとり旅〉
  - 나카야마 미호 (7) 〈幸せになるために〉
  - DREAMS COME TRUE (5) 〈すき～紅白バージョン～[1]〉
  - 시마쿠라 치요코 (32) 〈人生いろいろ〉

- 백조(白組) :
  - access (1) 〈SCANDALOUS BLUE〉
  - TOKIO (1) 〈LOVE YOU ONLY〉
  - 야마네 야스히로 (1) 〈Get Along Together～愛を贈りたいから～〉
  - 야마모토 조지 (7) 〈関門海峡〉
  - 호리우치 타카오 (7) 〈夢の道草〉
  - SMAP (4) 〈がんばりましょう〉
  - 코다 신 (1) 〈夢いちど〉
  - 후지이 후미야 (2) 〈DAYS〉
  - 고메고메 클럽 (2) 〈手紙～紅白バージョン～[2]〉
  - 오구라 케이 (1) 〈さらば青春〉

### 2부
- 홍조(紅組) :
  - 마츠다 세이코 (10) 〈輝いた季節へ旅立とう〉
  - 오오츠키 미야코 (8) 〈愛にゆれて…〉
  - 후지타니 미와코·요시우치 요시아키 (1) 〈愛が生まれた日〉
  - 모리타카 치사토 (3) 〈素敵な誕生日〉
  - 사카모토 후유미 (7) 〈夜桜お七〉
  - 코자이 카오리 (4) 〈恋慕川（しのびがわ）〉
  - 후지 아야코 (3) 〈花のワルツ〉
  - 쿠도 시즈카 (7) 〈Blue Rose〉
  -  계은숙 (7) 〈花のように鳥のように〉
  - 고바야시 사치코 (16) 〈雨の屋台酒〉
  - 유키 사오리·야스다 사치코(3) 〈赤とんぼ～どこかに帰ろう〉
  - 와다 아키코 (18) 〈あの鐘を鳴らすのはあなた〉
  -  김연자 (2) 〈川の流れのように〉
  - 이시카와 사유리 (17) 〈飢餓海峡〉
  - 미야코 하루미 (26) 〈古都逍遙〉

- 백조(白組) :
  - 요시다 타쿠로 (1) 〈外は白い雪の夜〉
  - 요시 이쿠조 (9) 〈娘に…〉
  - 고 히로미 (15) 〈言えないよ〉
  - 사이죠 히데키 (12) 〈ヤングマン（Y.M.C.A.）〉
  - 호소카와 타카시 (20) 〈夢酔い人（びと）〉
  - 야마카와 유타카 (4) 〈途中下車〉
  - 사와다 켄지 (17) 〈HELLO〉
  - X JAPAN (4) 〈Rusty Nail〉
  - 마에카와 키요시 (4) 〈恋するお店〉
  - 미카와 켄이치 (11) 〈おだまり〉
  - 모리 신이치 (27) 〈おふくろさん〉
  - 고바야시 아키라 (5) 〈熱き心に〉
  - 타니무라 신지 (8) 〈昴〉
  - 키타지마 사부로 (31) 〈まつり〉
  - 이츠키 히로시 (24) 〈汽笛〉